# Farmacología

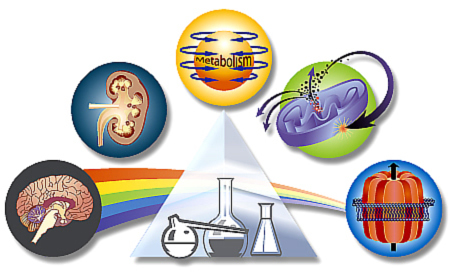
Esta ilustración representa, de izquierda a derecha, las cinco áreas principales de la farmacología, las cuales son el cerebro, los riñones, el metabolismo, los radicales libres, las mitocondrias y la membrana plasmática. El arcoiris y el prisma representan la fotobiología y los vasos de precipitado la bioquímica

La farmacología (del griego, pharmacon (φάρμακον), fármaco y logos (λόγος), ciencia) es la rama de las ciencias farmacéuticas que estudia la historia, el origen, las propiedades biofisicoquímicas, la presentación, los efectos fisiológicos, los mecanismos de acción, la absorción, la distribución, la biotransformación, la excreción y el uso terapéutico, entre otras actividades biológicas, de las sustancias químicas que interactúan con los organismos vivos. La farmacología estudia como interactúa el fármaco con el organismo, sus acciones, efectos y propiedades.
 En un sentido más estricto, se considera la farmacología como el estudio de los fármacos, sea que esas tengan efectos beneficiosos o bien tóxicos. La farmacología tiene aplicaciones clínicas cuando las sustancias son utilizadas en el diagnóstico, prevención y tratamiento de una enfermedad o para el alivio de sus síntomas.

## Historia
Los orígenes de la farmacología clínica se remontan a la Edad Media, con la farmacognosia y El canon de medicina de Avicena, el Comentario de Pedro de España sobre Isaac Dager y el Comentario de Juan de San Amand sobre el Antedotario de Nicolás. La farmacología temprana se centró en el herbalismo y las sustancias naturales, principalmente extractos de plantas. Las medicinas fueron compiladas en libros llamados farmacopea. Las drogas crudas se han usado desde la prehistoria como una preparación de sustancias de fuentes naturales. Sin embargo, el ingrediente activo de las drogas crudas no se purifica y la sustancia se adulteraba con otras sustancias.
La medicina tradicional varía entre culturas y puede ser específica de una cultura particular, como en la medicina tradicional china, mongol, tibetana y coreana. Sin embargo, gran parte de esto se ha considerado como pseudociencia. Las sustancias farmacológicas conocidas como enteógenos pueden tener un uso espiritual y religioso y un contexto histórico.
En el siglo XVII, el médico inglés Nicholas Culpeper tradujo y usó textos farmacológicos, en los cuales detalló las plantas y las condiciones que podrían tratar. En el siglo XVIII, gran parte de la farmacología clínica fue establecida por el trabajo de William Withering.
La farmacología como disciplina científica no avanzó más hasta mediados del siglo XIX, en medio del gran resurgimiento biomédico de ese período. Antes de la segunda mitad del siglo XIX, la notable potencia y especificidad de drogas como la morfina y la quinina, se explicaron vagamente y con referencia a poderes químicos extraordinarios y afinidades con ciertos órganos o tejidos.
El primer departamento de farmacología fue creado por Rudolf Buchheim en 1847, en reconocimiento de la necesidad de comprender cómo las drogas terapéuticas y los venenos producen sus efectos. Posteriormente, el primer departamento de farmacología en Inglaterra se creó en 1905 en el University College de Londres.
La farmacología se desarrolló en el siglo XIX como una ciencia biomédica que aplicaba los principios de la experimentación científica a los contextos terapéuticos. El avance de las técnicas de investigación impulsó la investigación farmacológica y su comprensión. El desarrollo de la preparación del baño de órganos, donde las muestras de tejido están conectadas a dispositivos de registro (como un miógrafo) y las respuestas fisiológicas se registran después de la aplicación del medicamento, permitió el análisis de los efectos de los medicamentos en los tejidos. El desarrollo del ensayo de unión al ligando en 1945, permitió la cuantificación de la afinidad de unión de los fármacos en objetivos químicos. Los farmacólogos modernos utilizan técnicas de genética, biología molecular, bioquímica y otras herramientas avanzadas para transformar información sobre mecanismos moleculares y objetivos en terapias dirigidas contra enfermedades, defectos o patógenos, y crear métodos para la atención preventiva, el diagnóstico y, en última instancia, la medicina personalizada.

## Divisiones
La disciplina de la farmacología se puede dividir en muchas subdisciplinas, cada una con un enfoque específico.

### Sistemas del cuerpo
La farmacología también puede centrarse en sistemas específicos que comprenden el cuerpo. Las divisiones relacionadas con los sistemas corporales estudian los efectos de las drogas en diferentes sistemas del cuerpo. Estos incluyen neurofarmacología, en el sistema nervioso central y periférico; inmunofarmacología en el sistema inmune. Otras divisiones incluyen farmacología cardiovascular, renal y endocrina. Psicofarmacología, es el estudio de los efectos de las drogas en la psique, la mente y el comportamiento, como los efectos conductuales de las drogas psicoactivas. Incorpora enfoques y técnicas de neurofarmacología, comportamiento animal y neurociencia conductual, y está interesado en los mecanismos de acción conductuales y neurobiológicos de las drogas psicoactivas. El campo relacionado de la neuropsicofarmacología se centra en los efectos de las drogas en la superposición entre el sistema nervioso y la psique.
La farmacometabolómica, también conocida como farmacometabonómica, es un campo que se deriva de la metabolómica. Consiste en la medición directa de metabolitos en los fluidos corporales de un individuo, con el fin de predecir o evaluar el metabolismo de los compuestos farmacéuticos, y para comprender mejor el perfil farmacocinético de un medicamento. La farmacometabolómica se puede aplicar para medir los niveles de metabolitos después de la administración de un medicamento, con el fin de controlar los efectos del medicamento en las vías metabólicas. También estudia el efecto de las variaciones del microbioma en la disposición, acción y toxicidad del fármaco, así como la interacción entre las drogas y el microbioma intestinal. La farmacogenómica es la aplicación de tecnologías genómicas para el descubrimiento de fármacos y la caracterización adicional de fármacos relacionados con el genoma completo de un organismo. Para la farmacología con respecto a genes individuales, la farmacogenética estudia cómo la variación genética da lugar a diferentes respuestas a los fármacos. La farmacoepigenética estudia los patrones de marcado epigenético subyacentes que conducen a variaciones en la respuesta de un individuo al tratamiento médico.

### Práctica clínica y descubrimiento de fármacos

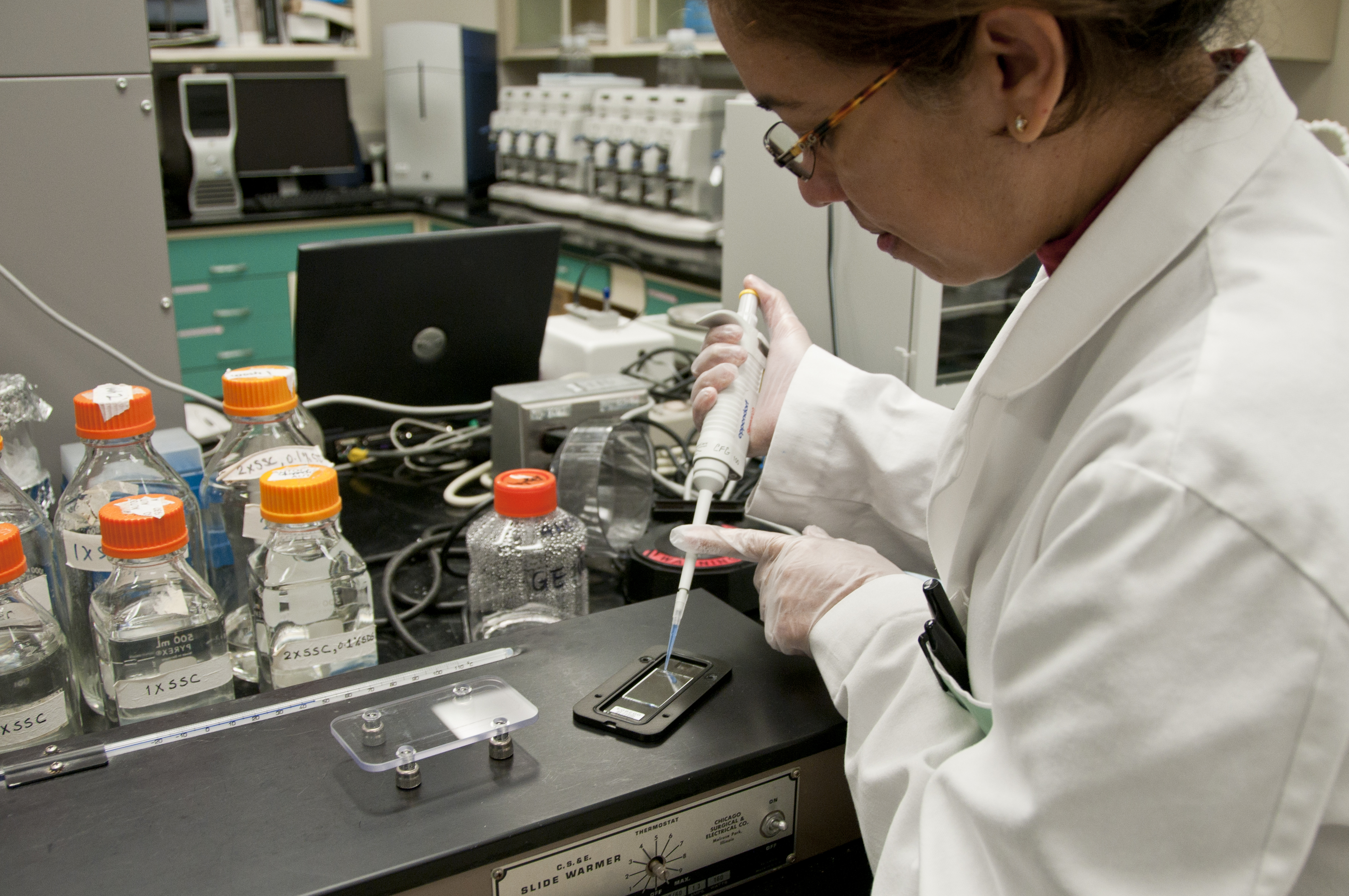
Un toxicólogo trabajando en un laboratorio.

La farmacología se puede aplicar dentro de las ciencias clínicas. La farmacología clínica es la ciencia básica de la farmacología que se centra en la aplicación de principios y métodos farmacológicos en la clínica médica y en la atención y los resultados del paciente. Un ejemplo de esto es la posología, que es el estudio de cómo se dosifican los medicamentos.
La farmacología está estrechamente relacionada con la toxicología. Tanto la farmacología como la toxicología son disciplinas científicas que se centran en comprender las propiedades y acciones de los productos químicos. Sin embargo, la farmacología enfatiza los efectos terapéuticos de los químicos, usualmente drogas o compuestos que podrían convertirse en drogas, mientras que la toxicología es el estudio de los efectos adversos de los químicos y la evaluación de riesgos.
El conocimiento farmacológico se utiliza para aconsejar farmacoterapia en medicina y farmacia.

## Destino de los fármacos en el organismo
Cualquier sustancia que interactúa con un organismo viviente puede ser absorbida por este, distribuida por los distintos órganos, sistemas o espacios corporales, modificada por procesos químicos y finalmente expulsada.
La farmacología estudia los procesos en la interacción de fármacos con el hombre y animales llamados procesos "LADME" que, en orden temporal, son los siguientes:
- liberación
- absorción
- distribución
- metabolismo
- excreción

El estudio de estos procesos es lo que se conoce como farmacocinética. De la interacción de todos estos procesos, la farmacología puede predecir la biodisponibilidad y vida media de eliminación de un fármaco en el organismo dadas una vía de administración, una dosis y un intervalo de administración.
Para que el fármaco ejerza su acción sobre este blanco, debe, generalmente, ser transportado a través de la circulación sanguínea.

### Absorción
Para llegar a la circulación sanguínea el fármaco debe traspasar alguna barrera dada por la vía de administración, que puede ser: cutánea, subcutánea, respiratoria, oral, rectal, muscular, vía ótica, vía oftálmica, vía sublingual. O puede ser inoculada directamente a la circulación por la vía intravenosa. La farmacología estudia la concentración plasmática de un fármaco en relación con el tiempo transcurrido para cada vía de administración y para cada concentración posible, así como las distintas formas de uso de estas vías de administración.

### Distribución
Una vez en la corriente sanguínea, el fármaco, por sus características de tamaño y peso molecular, carga eléctrica, pH, solubilidad, capacidad de unión a proteínas se distribuye entre los distintos compartimientos corporales. La farmacología estudia cómo estas características influyen en el aumento y disminución de concentración del fármaco con el paso del tiempo en distintos sistemas, órganos, tejidos y compartimientos corporales, como por ejemplo, en el líquido cefalorraquídeo, o en la placenta, etc.

#### Metabolismo o biotransformación
Muchos fármacos son transformados en el organismo debido a la acción de enzimas.
Esta transformación puede consistir en la degradación; (oxidación, reducción o hidrólisis), donde el fármaco pierde parte de su estructura, o en la síntesis de nuevas sustancias con el fármaco como parte de la nueva molécula (conjugación).
El resultado de la biotransformación puede ser la inactivación completa o parcial de los efectos del fármaco, el aumento o activación de los efectos, o el cambio por nuevos efectos dependientes de las características de la sustancia sintetizada.
La farmacología estudia los mecanismos mediante los cuales se producen estas transformaciones, los tejidos en que ocurre, la velocidad de estos procesos y los efectos de las propias drogas y sus metabolitos sobre los mismos procesos enzimáticos.

#### Excreción
Finalmente, el fármaco es eliminado del organismo por medio de algún órgano excretor. Principalmente está el hígado y el riñón, pero también son importantes la piel, las glándulas salivales y lagrimales. Cuando un fármaco es suficientemente hidrosoluble, es derivado hacia la circulación sanguínea, por la cual llega a los riñones y es eliminado por los mismos procesos de la formación de la orina: filtración glomerular, secreción tubular y reabsorción tubular. Si el fármaco, por el contrario, es liposoluble o de tamaño demasiado grande para atravesar los capilares renales, es excretada en la bilis, llegando al intestino grueso donde puede sufrir de la recirculación enterohepática, o bien ser eliminado en las heces.
La farmacología estudia la forma y velocidad de depuración de los fármacos y sus metabolitos por los distintos órganos excretores, en relación con las concentraciones plasmáticas del fármaco.
El efecto de los fármacos, después de su administración, depende de la variabilidad en la absorción, distribución, metabolismo y excreción. 
Para que el fármaco alcance su sitio de acción, han de considerarse los siguientes factores:
- Tasa y grado de absorción a partir del sitio de aplicación.
- Tasa y grado de distribución en los líquidos y tejidos corporales.
- Tasa de biotransformación a metabolitos activos o inactivos.
- Tasa de excreción.

## Acción de los fármacos sobre el organismo
Al estudio del conjunto de efectos sensibles y/o medibles que produce un fármaco en el organismo del ser humano o los animales, su duración y el curso temporal de ellos, se denomina farmacodinámica.
Para este estudio, la farmacología entiende al sistema, órgano, tejido o célula destinatario del fármaco u objeto de la sustancia en análisis, como poseedor de receptores con los cuales la sustancia interactúa.
La interacción entre sustancia y receptor es un importante campo de estudio, que entre otros aspectos, analiza:
- Cuantificación de la interacción droga/receptor.
- Regulación de los receptores, ya sea al aumento, disminución o cambio en el nivel de respuesta.
- Relación entre dosis y respuesta.

La farmacodinámica, define y clasifica a los fármacos de acuerdo con su afinidad, potencia, eficacia y efectos relativos. Algunos de los índices importantes de estas definiciones son la DE50 y la DL50, que son las dosis mínimas necesarias para lograr el efecto deseado y la muerte respectivamente, en el 50% de una población determinada. La relación entre estos valores es el índice terapéutico.
De acuerdo con el tipo de efecto preponderante de un fármaco, farmacodinámicamente se les clasifica en:
- Agonistas farmacológicos, si produce o aumenta el efecto.
- Antagonistas farmacológicos, si disminuye o elimina el efecto.

La farmacodinámica estudia también la variabilidad en los efectos de una sustancia dependientes de factores del individuo tales como: edad, raza, gravidez, estados patológicos, etc.
También existe un campo especial de estudio de los efectos farmacológicos de sustancias durante la gestación. 
En el ser humano, los efectos sobre el embrión y el feto de los fármacos es un campo de intenso estudio.

## Ramas de la farmacología
- Farmacocinética: el estudio de los procesos físico-químicos que sufre un fármaco cuando se administra o incorpora a un organismo. Estos procesos serían liberación, absorción, distribución, metabolización y eliminación.
- Farmacodinámica: ciencia que estudia el mecanismo de acción de los fármacos, es decir estudia como los procesos bioquímicos y fisiológicos dentro del organismo se ven afectados por la presencia del fármaco.
- Biofarmacia: el estudio de la biodisponibilidad de los fármacos.
- Farmacognosia: estudio de plantas medicinales y drogas que de ellas se derivan.
- Química farmacéutica: estudia los fármacos desde el punto de vista químico, lo que comprende el descubrimiento, el diseño, la identificación y preparación de compuestos biológicamente activos, la interpretación de su modo de interacción a nivel molecular, la construcción de su relación estructura-actividad y el estudio de su metabolismo.
- Farmacia galénica o Farmacotecnia: rama encomendada a la formulación de fármacos como medicamentos.
- Posología: el estudio de la dosificación de los fármacos.
- Toxicología: el estudio de los efectos nocivos o tóxicos de los fármacos.
- Farmacología clínica: evalúa la eficacia y la seguridad de la terapéutica por fármacos.
- Farmacovigilancia: es una disciplina que permite la vigilancia postcomercialización de los medicamentos a fin de detectar, prevenir y notificar reacciones adversas en grupos de pacientes.
- Cronofarmacología: El estudio de la correcta administración de medicamentos conforme al ciclo circadiano del ser humano, esto con el fin de maximizar la eficacia y disminuir los efectos colaterales.

## Margen e índice terapéutico
Es un hecho práctico de todos conocido que al incrementar la dosis de un determinado fármaco, se incrementa el riesgo de producción de fenómenos tóxicos o adversos.
Para evitar tal situación, los farmacólogos experimentales y clínicos hacen una evaluación de la seguridad del fármaco, con el fin de garantizar que con la dosis empleada se logre el efecto farmacológico deseado con reducción de riesgos de intoxicación.
La evaluación más simple y sencilla es la conocida como Margen Terapéutico, que es el margen de dosis que oscila entre la dosis mínima y la dosis máxima terapéutica.
De lo anterior se deriva que se puede dosificar un medicamento dentro de este margen, no teniendo sentido alguno el administrar una dosis superior a la máxima terapéutica, ya que con ella no obtendríamos un efecto superior, y nos acercamos a aquella dosis que puede ser tóxicas.